# Орден Компаньонов О. Р. Тамбо
Орден Компаньонов О. Р. Тамбо — государственная награда Южно-Африканской Республики.

## История
Орден Компаньонов О. Р. Тамбо был учреждён 6 декабря 2002 года и назван в честь южноафриканского политика, борца против апартеида, центральной фигуры в Африканском национальном конгрессе Оливера Реджиналда Тамбо.
Орден вручается в трёх классах иностранным гражданам в знак оценки их заслуг в продвижении идей мира, сотрудничества, международной солидарности и поддержки.
Орден может вручаться посмертно.

## Степени
Орден имеет три класса:
- в золоте — Верховный компаньон. Вручается главам иностранных государств, в исключительных случаях — главам правительств. Кавалер ордена может использовать постноминальные литеры SCOT.
- в серебре — Гранд-компаньон. Вручается главам иностранных правительств, государственным министрам, судьям Верховного суда, председателям законодательных органов, государственным секретарям, дипломатическим представителям, имеющим ранг посла. Кавалер ордена может использовать постноминальные литеры GCOT.
- в бронзе — Компаньон. Вручается депутатам законодательных органов, дипломатическим представителям, имеющим ранг посланников, старшим офицерам. Кавалер ордена может использовать постноминальные литеры COT.

## Описание

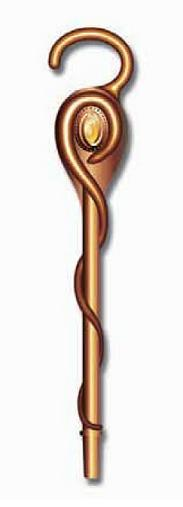
Церемониальный посох

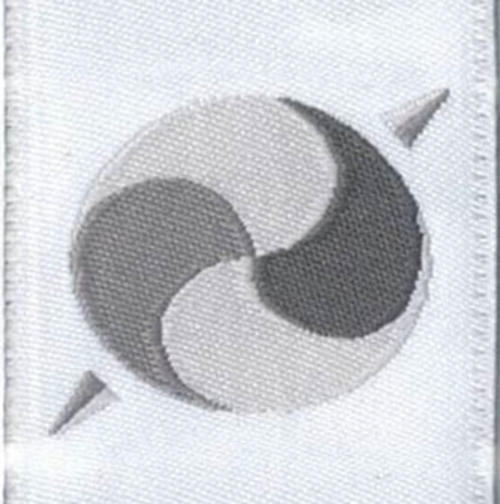
Часть орнамента ленты ордена

Инсигнии ордена Компаньонов О. Р. Тамбо состоят из четырёх элементов:
- Знака, изготовленного из металла в соответствии с классом, на шейной ленте.
- Миниатюрного знака, изготовленного из металла в соответствии с классом, на нагрудной ленте.
- Розетки в виде знака, изготовленного из металла в соответствии с классом.
- Деревянного церемониального посоха.

Знак ордена представляет собой овальный медальон, символизирующий глаз змеи, в центре круглый четырёхсекционный зрачок.
Лента ордена — шёлковая муаровая белого цвета с серым узором в виде круглого четырёхсекционного зрачка.